# Jurica Vranješ
Jurica Vranješ (wym. [ˈjuritsa ˈʋraɲɛʃ]; ur. 31 stycznia 1980 w Osijeku) – piłkarz chorwacki grający na pozycji defensywnego pomocnika.

## Kariera klubowa
Vranješ urodził się w Osijeku i w tamtejszym mieście rozpoczął piłkarską karierę, a miało to miejsce w klubie NK Osijek. W pierwszej lidze chorwackiej grał przez 3 sezony i nie odniósł większych sukcesów, ale był jednym z lepszych zawodników Osijeku. Zimą 2000 w pakiecie z Marko Babiciem (sam Vranješ kosztował około 3 mln euro) został sprzedany do grającego w Bundeslidze Bayeru 04 Leverkusen. Tam jednak ciężko było o miejsce w składzie i Jurica często przesiadywał na ławce rezerwowych, trybunach albo grał w rezerwach w 3. lidze. W lecie 2003 oddano go za darmo do VfB Stuttgart. Tam grał częściej, ale rywalizował o miejsce w składzie z rodakiem, Zvonimirem Soldo. Po 2 sezonach gry w Stuttgarcie, czyli w 2005 roku, odszedł do swojego obecnego klubu, Werderu Brema. W 2010 roku został wypożyczony do tureckiego Gençlerbirliği SK. Latem 2010 po zakończeniu kontraktu z Werderem odszedł z klubu. Latem 2011 roku został graczem greckiego klubu Aris FC.
Największe sukcesy Vranješa na arenie klubowej to głównie sukcesy osiągnięte z Bayerem Leverkusen. A są to: finał Ligi Mistrzów w 2002, finał Pucharu Niemiec w 2002 oraz wicemistrzostwo Niemiec w 2000 oraz 2002 roku. Z Werderem także zdobył wicemistrzostwo Niemiec w roku 2006.
| Sezon   | Klub                | Kraj      | Rozgrywki          | Mecze | Bramki |
| ------- | ------------------- | --------- | ------------------ | ----- | ------ |
| 1997/98 | NK Osijek           | Chorwacja | Prva HNL           | 14    | 1      |
| 1998/99 | NK Osijek           | Chorwacja | Prva HNL           | 25    | 5      |
| 1999/00 | NK Osijek           | Chorwacja | Prva HNL           | 15    | 4      |
| 1999/00 | Bayer 04 Leverkusen | Niemcy    | Bundesliga         | 2     | 0      |
| 2000/01 | Bayer 04 Leverkusen | Niemcy    | Bundesliga         | 21    | 0      |
| 2001/02 | Bayer 04 Leverkusen | Niemcy    | Bundesliga         | 19    | 0      |
| 2002/03 | Bayer 04 Leverkusen | Niemcy    | Bundesliga         | 4     | 0      |
| 2003/04 | VfB Stuttgart       | Niemcy    | Bundesliga         | 22    | 0      |
| 2004/05 | VfB Stuttgart       | Niemcy    | Bundesliga         | 17    | 0      |
| 2005/06 | Werder Brema        | Niemcy    | Bundesliga         | 29    | 1      |
| 2006/07 | Werder Brema        | Niemcy    | Bundesliga         | 25    | 4      |
| 2007/08 | Werder Brema        | Niemcy    | Bundesliga         | 22    | 0      |
| 2008/09 | Werder Brema        | Niemcy    | Bundesliga         | 14    | 0      |
| 2009/10 | Gençlerbirliği SK   | Turcja    | Süper Lig          | 13    | 0      |
| 2011/12 | Aris FC             | Grecja    | Superleague Ellada | 2     | 0      |
| 2012/13 | HNK Rijeka          | Chorwacja | Prva HNL           | 6     | 0      |

## Kariera reprezentacyjna
W reprezentacji Chorwacji Vranješ debiutował 13 czerwca 1999 roku w zremisowanym 2:2 meczu z reprezentacją Egiptu. Vranješ był członkiem kadry na finały Mistrzostwa Świata w 2002, na których zagrał 2 mecze. Został także powołany do kadry na Euro 2004 oraz Mistrzostwa Świata w 2006, ale na obu tych imprezach nie zagrał ani minuty. Jest brązowym medalistą Mistrzostw Europy U-18 z roku 1998.